# Carmi (Illinois)
Carmi ist eine Kleinstadt und Verwaltungssitz des White County im Südosten des US-amerikanischen Bundesstaates Illinois am Little Wabash River.
Im Jahre 2020 hatte Carmi laut US Census 4865 Einwohner.

## Geographie
Das Gebiet der Stadt Carmi erstreckt sich über 6,4 km², die sich auf 6,1 km² Land- und 0,1 km² Wasserfläche verteilen.
Carmi liegt 14,6 km westlich der Grenze zu Indiana beiderseits des Little Wabash River, einem Nebenfluss des Ohio-Zuflusses Wabash River.
In Carmi treffen die Illinois State Route 1 und die Illinois State Route 14 zusammen, die im Osten der Stadt gemeinsam über eine Brücke den Little Wabash River queren. 21,2 km nordöstlich von Carmi verläuft die Interstate 64, die kürzeste Verbindung von Louisville in Kentucky nach St. Louis in Missouri.
St. Louis liegt 221 km in westnordwestlicher Richtung, Illinois’ Hauptstadt Springfield 287 km im Nordwesten, Indianas Hauptstadt Indianapolis 283 km im Nordosten, Kentuckys größte Stadt Louisville 230 km im Osten, Tennessees Hauptstadt Nashville 308 km im Südosten und Memphis 420 km im Südwesten.
Durch Carmi führt in nordwest-südöstlicher Richtung auch eine Bahnlinie, die das Ohiotal mit St. Louis verbindet.

## Geschichte
Zwischen 1809 und 1814 kamen die ersten weißen Siedler in die Gegend und gründeten den Ort, dessen Name sich von der biblischen Gestalt des Neffen Josefs herleitet. Das älteste Gebäude von Carni, das heute als Museum dient, wurde 1814 errichtet und diente 1815 bei Gründung des White County als Gerichtsgebäude.
In Carmi lebte Everton Conger, der als Offizier die Verhaftung des Mörders von Abraham Lincoln, John Wilkes Booth, vornahm.

## Demografische Daten
Die bei der Volkszählung im Jahr 2010 ermittelten 5240 Einwohner von Carmi lebten in 2290 Haushalten; darunter waren 1386 Familien. Die Bevölkerungsdichte betrug rund 800,0/km². Im Ort wurden 2689 Wohneinheiten erfasst. Unter der Bevölkerung waren 98,3 % Weiße, 0,5 % Afroamerikaner, 0,4 % amerikanische Indianer, 0,2 % Asiaten und 0,1 % von anderen Ethnien; 0,6 % gaben die Zugehörigkeit zu mehreren Ethnien an.
Unter den 2390 Haushalten hatten 23,8 % Kinder unter 18 Jahren; 35,3 % waren Single-Haushalte. Die durchschnittliche Haushaltsgröße war 2,16, die durchschnittliche Familiengröße 2,78 Personen.
Die Bevölkerung verteilte sich auf 20,4 % unter 18 Jahren, 8,2 % von 18 bis 24 Jahren, 23,7 % von 25 bis 44 Jahren, 21,7 % von 45 bis 64 Jahren und 25,9 % von 65 Jahren oder älter. Der Median des Alters betrug 43 Jahre.
Der Median des Haushaltseinkommens betrug 25.667 $, der Median des Familieneinkommens 32.456 $. Das Pro-Kopf-Einkommen in Carmi betrug 15.886 $. Unter der Armutsgrenze lebten 11,7 % der Familien und 15,1 % der Bevölkerung.